# Пойнт-оф-Рокс (Вайоминг)
Пойнт-оф-Рокс (англ. Point of Rocks) — статистически обособленная местность, расположенная в округе Суитуотер (штат Вайоминг, США) с населением в три человека по статистическим данным переписи 2000 года.
В 2000 году в Соединённых Штатах помимо Пойнт-Оф-Рокс было восемь населённых пунктов с численностью населения три человека: Ист-Блайт (Калифорния), Норт-Ред-Ривер-Тауншип (Миннесота), Рульен Тауншип (Миннесота), Хаш-Лейк (Миннесота), Пфайфер-Лейк (Миннесота), Лайвермор (Нью-Гэмпшир), Хилсвью (Южная Дакота) и Хобарт-Бей (Аляска).

## География
По данным Бюро переписи населения США, статистически обособленная местность Пойт-Оф-Рокс имеет общую площадь в 4,7 квадратных километров, водных ресурсов в черте населённого пункта не имеется.
Статистически обособленная местность Пойнт-оф-Рокс расположена на высоте 1990 метров над уровнем моря.

## Демография
По данным переписи населения 2000 года, в Пойнт-оф-Роксе проживало три человека, одна семья и насчитывалось два домашних хозяйства. Средняя плотность населения составляла около 0,6 человек на один квадратный километр. Все жители принадлежали белой расе и находились возрасте от 45 до 65 лет.
Средний доход на одно домашнее хозяйство в статистически обособленной местности составил 41 250 долларов США, а средний доход на одну семью — 21 050 долларов.